# Monagonia serena
Monagonia serena es una especie de insecto coleóptero de la familia Chrysomelidae.
Fue descrita científicamente en 1924 por Julius Weise.